# Пеліканс (футбольний клуб)
Спортивний клуб Пеліканс або просто «Пеліканс» (англ. Pelicans Sports Club) — ланкійський футбольний клуб з  міста Курунегала. Виступає в Прем'єр-лізі Шрі-Ланки, найвищому футбольному дивізіоні країни.

## Історія
Спортивний клуб «Пеліканс» було засновано в 1948 році в місті Курунегала. У Прем'єр-лізі сезону 2017/18 років фінішував на 5-у місці.